# Zeekr Power
Zeekr Power будує та керує мережею швидкої зарядки для електромобілів від Zeekr.

## Історія
Компанія Zeekr була заснована китайською компанією Geely, яка також володіє шведською Volvo, як бренд електромобілів, який буде конкурувати з Nio і Tesla в преміальному сегменті. Після запуску першої моделі автомобіля Zeekr у 2021 році компанія також запропонувала настінні бокси та додаток для зарядної картки, щоб автомобіль можна було заряджати вдома та в дорозі.
На додаток до співпраці з іншими зарядними мережами, відділ Zeekr Power почав установку власних зарядних станцій, які дотримуються єдиної концепції, подібної до сайтів Tesla Supercharger,  будучи оснащеними апаратним забезпеченням власної розробки, щоб транспортні засоби Zeekr мали короткі зупинки для зарядки. У березні 2022 року було збудовано 38 зарядних станцій у 20 містах.  Zeekr Power прагне запропонувати мережу з 1000 зарядних станцій до 2024 року в Китаї, а до 2026 року має бути принаймні тисяча місць із принаймні десятьма тисячами зарядних станцій.
У березні 2024 року Nio оголосила, що бере участь у мережі зарядних пристроїв Zeekr і що також буде співпраця з E-Energie Geely щодо станцій заміни акумуляторів.  Це слідує за останньою моделлю Nio, яка, як і остання модель Zeekr, перевищує максимальну потужність стандартної станції HPC у 350 кВт. У квітні 2024 року Zeekr 001 зміг продемонструвати зарядний струм 546 кВт на зарядному пристрої Zeekr V3 Supercharger.

## Zeekr Charge
Zeekr Charge - це додаток для зарядних станцій Zeekr Power.
У Європі Zeekr Charge пропонує доступ до станцій від Plugsurfing.

## Supercharger
До березня 2022 року 20 місць у Китаї були побудовані з Zeekr V1 Superchargers з максимальною потужністю 360 кВт.
У червні 2022 року почалося будівництво зарядних пристроїв Zeekr V2 Supercharger, які тепер можуть видавати максимум 600 кВт. Використовуються зарядні станції від дочірньої компанії Geely VREMT.  До кінця 2023 року було побудовано 401 зарядну станцію (з V1 і V2).
У грудні 2023 року були представлені зарядні пристрої Zeekr Supercharger V3 , які тепер можуть видавати максимум 800 кВт.  Supercharger V3 досягає максимум 800 А з максимумом 1000 В для максимальної безперервної потужності 600 кВт на зарядний кабель із рідинним охолодженням.